# Norsk Tindeklub
Der Norsk Tindeklub (NTK, deutsch Norwegischer Bergsteigerklub) ist ein norwegischer Verein für Bergsteiger und Expeditionskletterer, der 1908 unter anderem von Ferdinand Schjelderup und Carl Wilhelm Rubenson gegründet wurde. Er war der dritte Klub dieser Art international, und der einzige in Norwegen, bis Tindegruppa in NTHI 1959 gegründet wurde.
Im Gegensatz zum Den Norske Turistforening ist der Tindeklubben ein geschlossener Verein mit einer Kletterliste und einer Kletterempfehlung. Allmählich wurde mit der aktiven Arbeit begonnen, um Sicherheit und Ethik im Klettersport zu fördern, und der Verein leistete auch einen wichtigen Beitrag zu verschiedenen Expeditionen. Der Verein engagiert sich auch im Bereich der geografischen Erhaltung (einschließlich Innerdalen 1973) und war maßgeblich an der Gründung des Norwegischen Bergmuseums 1991 beteiligt.
Der Verein besitzt die Skagadalshytta (1938), die Vengedalshytta und die Giklingdalshytta. Er hat acht Bücher zum norwegischen Klettern Norsk Fjellsport (deutsch Norwegischer Bergsport 1914, 1933, 1948, 1958, 1968, 1983, 1998 und 2008 die Jubiläumsausgabe) sowie verschiedene Kletterführer veröffentlicht.
Der Verein ist seit 1965 Mitglied der UIAA.

## Vorsitzende
Eine chronologische Übersicht über alle Vorsitzenden des Norsk Tindeklub seit Gründung.
| Amtszeit  | Vorsitzende           |
| --------- | --------------------- |
| 1908      | Henning H. Tønsberg   |
| 1908–1911 | Eilert Sundt          |
| 1911–1915 | Nils Backer-Grøndahl  |
| 1915–1916 | Ferdinand Schjelderup |
| 1916–1918 | Eilert Sundt          |
| 1916–1918 | Harald Jentoft        |
| 1922–1926 | Eskild Jensen         |
| 1926–1928 | Christian L. Jensen   |
| 1928–1948 | Boye Schlytter        |

| Amtszeit  | Vorsitzende          |
| --------- | -------------------- |
| 1948–1952 | Henning Tønsberg     |
| 1952–1958 | Hans Christian Bugge |
| 1958–1962 | Hans H. Røer         |
| 1962–1966 | Arne I. Hoem         |
| 1966–1969 | Lars Arentz-Hansen   |
| 1969–1975 | Odd Sæther           |
| 1975–1979 | Anders Opdal         |
| 1979–1983 | Richard Horntvedt    |
| 1983–1985 | Bo Nyborg Andersen   |

| Amtszeit  | Vorsitzende         |
| --------- | ------------------- |
| 1985–1987 | Stein P. Aasheim    |
| 1987–1991 | Nils Engelstad      |
| 1991–1993 | Andreas Fredborg    |
| 1993–2008 | Egil Fredriksen     |
| 2008–2014 | Ragnhild Amundsen   |
| 2014–2018 | Elisabeth Nøst      |
| 2018–2022 | Hilde Aass          |
| 2022–     | Per Ludvig Skjerven |